# Metro (film)
Metro is een Amerikaanse film uit 1997. De hoofdpersoon wordt gespeeld door Eddie Murphy. In 1998 werd de film genomineerd voor de Black Film Award voor Beste Soundtrack. De film werd over het algemeen niet goed ontvangen.

## Verhaal
De film gaat over politieagent Scott Roper (Eddie Murphy) die de moordenaar van zijn collega en vriend wil opsporen. Na een lange achtervolgingsscène weet Roper de moordenaar te pakken. Roper weet niet dat een vriend van de moordenaar zijn vriendin wil doden. Dankzij Roper weet hij de moord te voorkomen. De kous is nog niet af, want de moordenaar die gevangen zit in de gevangenis besluit te ontsnappen. Hij gijzelt de vriendin van Roper.

## Rolverdeling
| Acteur           | Personage              |
| ---------------- | ---------------------- |
| Eddie Murphy     | Scott Roper            |
| Michael Rapaport | Kevin McCall           |
| Carmen Ejogo     | Veronica "Ronnie" Tate |
| Michael Wincott  | Michael Korda          |
| Art Evans        | Sam Baffert            |
| Denis Arndt      | Frank Solis            |
| Paul Ben-Victor  | Clarence Teal          |
| Kim Miyori       | Eiko Kimura            |
| Donal Logue      | Earl                   |
| James Carpenter  | Forbes                 |